# Deplanchea coriacea
Deplanchea coriacea là một loài thực vật có hoa trong họ Chùm ớt. Loài này được Steenis mô tả khoa học đầu tiên năm 1928.